# Maria (film)
Maria (ang. Mary) – włosko-francusko-amerykański film fabularny z 2005 roku w reżyserii Abla Ferrary.

## Obsada
- Juliette Binoche – Marie Palesi/Maria Magdalena
- Forest Whitaker – Ted Younger
- Matthew Modine – Tony Childress/Jezus Chrystus
- Heather Graham – Elizabeth Younger
- Marion Cotillard – Gretchen

i inni.

## Zarys fabuły
Marie Palesi, aktorka wcielająca się w rolę Marii Magdaleny w filmie Oto moja krew, wkrótce po zakończeniu zdjęć wycofuje się z życia publicznego. Prawdopodobnie doznała boskiego objawienia. Aktorką zafascynowany jest dziennikarz telewizyjny Ted Younger.